# مصطفى خليل (سياسي)
مصطفى خليل (18 نوفمبر 1920 - 7 يونيو 2008). سياسي مصري. ولد في القليوبية. كان رئيس وزراء مصر بين عامي 1978 و 1980، ووزيراً للخارجية بين عامي 1979 و 1980.